# 美女
美女，俗称美眉 、靚女、索女、正妹，正式皆優雅用詞之一為「佳麗」。一般理解是指美麗的女性。然而，审美眼光、標準因應個人、文化而有所差異。
社會對美女的標準和宣傳，會對絕大多數的女性造成壓力。研究顯示，絕大多數的（70%）女性認為能代表自己的人物中在日常圖像中並未得到充分的展現，且絕大多數的女性都認為自己感受到媒體中不真實的美的標準的壓力。另外雖然電玩女性常常性感化，但性感化的設計並不總是受歡迎，甚至男性也不歡迎此類的設計。一項於2020年進行、涵蓋2,006名年紀超過16歲、橫跨英國與美國的電玩玩家的調查顯示，62%的女性玩家及50%的男性玩家認為遊戲的女角經常被過度性化。

## 各地審美標準

### 古代東亞

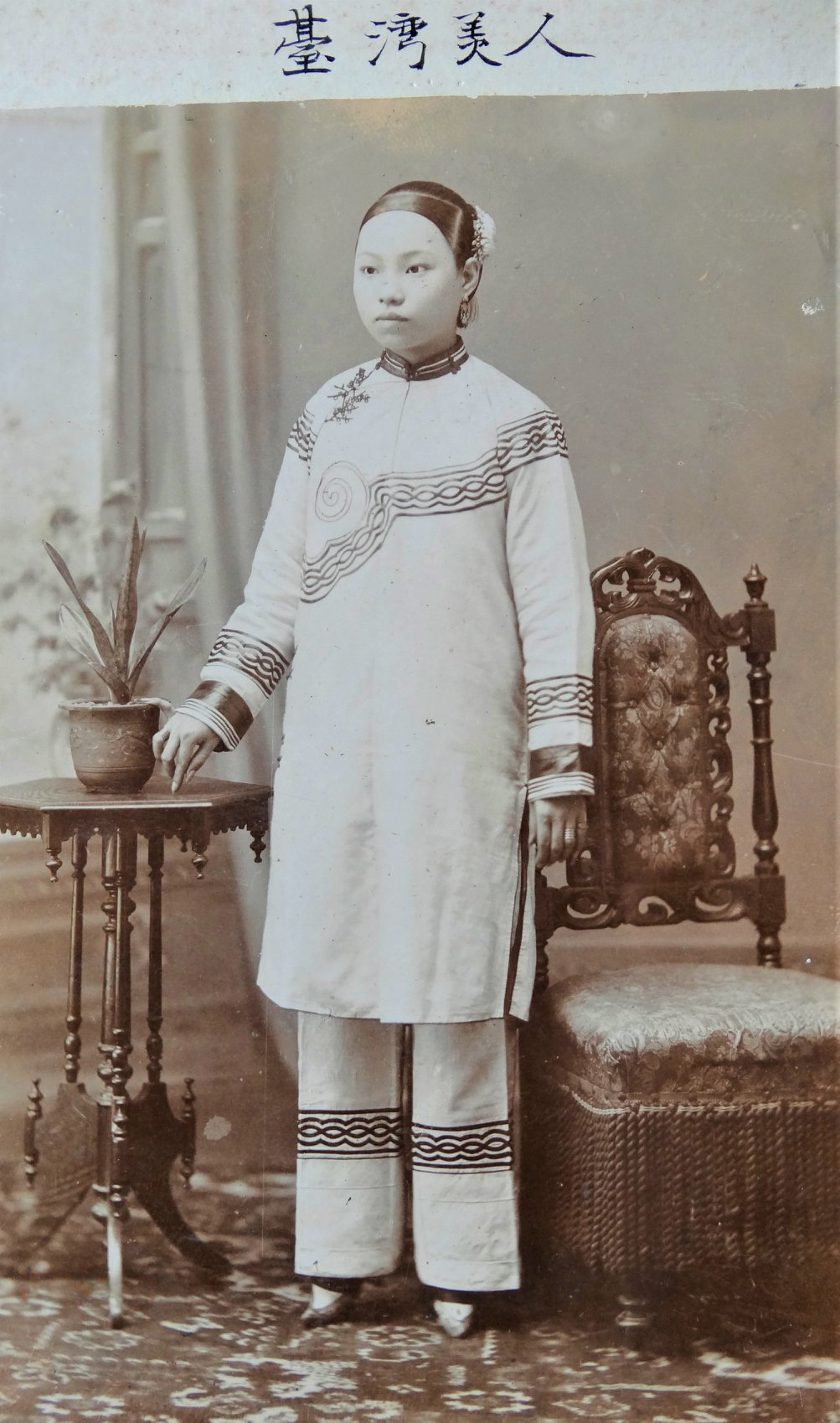
標有「臺灣美人」的歷史照片，約1900年。

中國各朝的審美偏好都不同，漢朝趙飛燕以身材輕巧見稱。而唐朝時則崇尚豐滿，認為豐滿的人生育能力強，武則天與楊貴妃都是身材豐滿的女人，「燕瘦環肥」就是指趙飛燕和楊玉環。
中国古代有不少男性恋足，纏足的習俗相傳起源於五代十國南唐宮中。明清時认为有三寸金莲的女性才是美女，所以不少女性被迫缠足。
中國傳統上病態美的女性亦受到喜愛，給人一種柔弱、楚楚可憐的感覺，激起男性的保護慾，例如春秋時期越國美女西施，相傳她心痛時捧心皺眉的樣子很迷人。著名小说《紅樓夢》裡的林黛玉也是病態美的代表人物。
然而，中国歷史上对女性的审美觀亦存在有共通点：比如至今主流观点仍然是崇尚以肤色白为美，有所谓“一白遮三醜”的说法，古代以「長白」、「白晳」、「凝脂」、「羊脂」等詞滙形容美白外貌的女性為美，「短黑」為醜的审美觀。

### 現代亞洲
现代亞洲美女多用以形容外貌美丽的女性，以皮膚白滑、大眼睛、雙眼皮、有臥蠶、山根高挺飽滿、鼻翼小、櫻桃小口、沒有疤痕坑洞及沒有黑斑，都視為美女的特徵。

### 歐洲古代
傳統的歐洲人常被認為更注重女性的體形與性能力，對相貌的要求不高，這種審美觀在亞洲地區不普遍。此可能是源于歐洲自古一些像徵大地豐饒或者人類中母性原始宗教巫術的雕像（日後演化成為多神教時代的女神，例如維納斯与雅典娜）以及後来以聖母瑪莉亞为代表的歷史人物的形象，这也在近代發展成人體藝術和色情文化，給人造成一種對超凡的女性審美觀的刻板印象。
所以歐洲人的審美觀多被認為偏向於肉體的健美，富於高大的身材与剛健的氣質，並且具有很強的貞潔觀念與獨立思想，所以往往對伴侶的多情有嫉忌之情（或反過來在自願條件下本身有多位伴侶），具有能保護年幼的子女甚至男伴的勇氣和智慧。

## 社会文化中的美女

### 各地文化对美女的定位
虽然各地对美女的评判标准不一，但皆有类似中国传统文化中定位于红颜祸水的美女代表。中國关于美女會影響一個朝代興亡的說法，如杜預為《左傳》做的注裡提到說「夏以妺喜，殷以妲己，周以褒姒，三代所由亡也」；東漢的《吳越春秋》也引用伍子胥的話說「臣聞賢士國之寶，美女國之咎：夏亡以妹喜，殷亡以妲己，周亡以褒姒。」；《舊五代史》也提到說「夏之興也以塗山，及其亡也以妹嬉；商之興也以簡狄，及其亡民以妲己；周之興也以文母，及其亡也以褒姒」。
实际上，古代歐洲人對於世俗的女性用於媚惑男性的美未偏廢，例如希臘神話的海伦被視為嬌柔美的像徵和男性所爭奪的對象。信史時代古希臘亞歷山大大帝之母奧林匹亞絲和古羅馬尤利亞·瑪伊莎皇后都以美貌見稱，以此得到男性的信任干預朝政，可以說集合了堅強和嬌媚一身。

### 美女对大众的影响
高跟鞋及胸墊流行。
当代，因為傳播媒體對美女形象的鼓吹，有些女性因此花大量金錢整容，例如拉臉、隆胸、隆鼻、削骨等，亦有女性光顧纖體公司。有些女性因為過度節食而患上飲食失調（如厭食症、暴食症等）。部分中年女性無法接受自己日漸老化的面容，而進行整容。

## 选美比赛
- 环球小姐
- 世界小姐
- 美國小姐
- 香港小姐競選

## 傳統美女
- 中国古代四大美女
- 秦淮八艳（又称金陵八艳）
- 大正三美女

## 参看
- 美少女
- 性感符號
- 美容
- 化妝
- 辣妹
- 女神 (特定人群稱謂)
- 少女模特兒
- 一些帶有負面的詞：
  - 紅顏禍水
  - 致命女郎